# 제7회 전국동시지방선거 바른미래당 후보 경선
대한민국 제7회 지방 선거 바른미래당 후보 경선은 대한민국 제7회 지방 선거를 위해 바른미래당의 후보를 선출하는 절차를 말한다.

## 광역자치단체장
| 광역자치단체장     | 바른미래당 후보 | 선출 방식 |
| ------------------ | --------------- | --------- |
| 서울특별시장       | 안철수          | 단수 추천 |
| 부산광역시장       | 이성권          | 단수 추천 |
| 대구광역시장       | 김형기          | 단수 추천 |
| 인천광역시장       | 문병호          | 단수 추천 |
| 광주광역시장       | 전덕영          | 단수 추천 |
| 대전광역시장       | 남충희          | 단수 추천 |
| 세종특별자치시장   | 허철회          | 단수 추천 |
| 경기도지사         | 김영환          | 단수 추천 |
| 충청북도지사       | 신용한          | 단수 추천 |
| 전라남도지사       | 박매호          | 단수 추천 |
| 경상북도지사       | 권오을          | 단수 추천 |
| 경상남도지사       | 김유근          | 단수 추천 |
| 제주특별자치도지사 | 장성철          | 단수 추천 |

### 서울특별시장
| |
| 바른미래당 인재영입위원장 제19·20대 국회의원 국민의당 당대표 제19대 대통령 선거 후보 국민의당 상임공동대표 새정치민주연합 상임고문 새정치민주연합 공동대표 안철수연구소 대표이사 |

### 인천광역시장
|                                                                                           |
| 바른미래당 부평구갑 지역위원장 제17·19대 국회의원 국민의당 최고위원 열린우리당 원내부대표 |

### 경기도지사
| |
| 바른미래당 안산상록을 공동지역위원장 제15·16·18·19대 국회의원 국민의당 최고위원 국민의당 사무총장 국회 지식경제위원회 위원장 새천년민주당 최고위원 새천년민주당 대변인 제21대 과학기술부 장관 |

### 대전광역시장
|                                                                                     |
| 바른미래당 대전광역시당 위원장 SK텔레콤 사장 센텀시티 대표이사 스탠퍼드 대학교 교수 |

### 세종특별자치시장
|                             |
| 전 청와대 홍보수석실 행정관 |

### 충청북도지사
|                                           |
| 서원대학교 석좌교수 대통령직속 청년위원장 |

### 부산광역시장
|                                                |
| 바른미래당 부산시당 공동위원장 제17대 국회의원 |

### 대구광역시장
|                 |
| 경북대학교 교수 |

### 경상남도지사
|                 |
| KB코스메틱 대표 |

### 경상북도지사
|                                                                                            |
| 바른미래당 경북도당 공동위원장 제15·16·17대 국회의원 바른정당 최고위원 제26대 국회사무총장 |

### 제주특별자치도지사
|                                    |
| 바른미래당 제주특별자치도당 위원장 |

## 같이 보기
- 대한민국 제7회 지방 선거
- 대한민국 제7회 지방 선거 더불어민주당 후보 경선
- 대한민국 제7회 지방 선거 자유한국당 후보 경선
- 대한민국 제7회 지방 선거 민주평화당 후보 경선
- 대한민국 제7회 지방 선거 정의당 후보 경선